# Elitserien i handboll för damer 2010/2011
Elitserien i handboll för damer 2010/2011 var Sveriges högsta division i handboll för damer säsongen 2010/2011.
Säsongen inleddes måndagen den 13 september 2010 med matcherna mellan Team Eslövs IK-Skuru IK och Lundderbyt H43/Lundagård–Lugi HF och avslutades onsdagen den 9 mars 2011. SM-slutspelet inleds den 19 mars och avslutas med SM-finalen lördagen den 7 maj. IK Sävehof blev svenska mästarinnor efter seger över Team Eslövs IK med 25-23 inför 8.461 åskådare i Scandinavium.
Nykomlingar för säsongen 2010/2011 var H43/Lundagård som vann Division I södra och Tyresö HF som kom tvåa Division I norra men som fick platsen sedan seriesegrarna Nacka HK avstått från spel i Elitserien.
Efter att omgång 10 var färdigspelad den 25 november gjorde Elitserien ett uppehåll fram till och med den 21 december då damernas Handbolls-EM 2010 avgjordes mellan den 7 och 19 december.
IK Sävehof vann grundserien åtta poäng före tvåan Lugi HF. HF Kroppskultur och nykomlingen H43/Lundagård får kvala mot fyran respektive femman från Allsvenskan 2010/2011, IF Hellton och IFK Tumba, om två platser till Elitserien 2011/2012, medan Kärra HF och Tyresö HF åker ner till Allsvenskan 2011/2012.

## Deltagande lag
Från Elitserien 2009/2010 (8 lag)
- Team Eslövs IK
- BK Heid
- HF Kroppskultur
- Kärra HF
- LUGI HF
- Skuru IK
- Skövde HF
- IK Sävehof

Från Elitserie-kval (2 lag)
- Spårvägens HF (kvar i Elitserien)
- IVH Västerås (kvar i Elitserien)

Från Division I (2 lag)
- H43/Lundagård (vann Div I Södra 2009/2010)
- Tyresö HF (tvåa i Div I Norra 2009/2010)

## Tabell
Not: Lag i Grönt gick till slutspel, lag i Gult spelade Elitseriekval, lag i Rött åkte ner till Allsvenskan 2011/2012.
Pos = Position, SM = Spelade matcher, V = Vinster, O = Oavgjorda, F = Förluster, GM = Gjorda mål, IM = Insläppta mål, Pts = Poäng, MSK = Målskillnad

## Matchöversikt
Hemmalaget är listat i den vänstra spalten
Not: Klicka på resultaten för att komma till matchfakta på everysport.com
| Elitserien 2010/2011 | EIK     | H43/L   | BKH     | HFK     | KHF     | LUGI    | SIK     | Sk.HF   | Sp.HF   | IKS     | THF     | IVH     |
| -------------------- | ------- | ------- | ------- | ------- | ------- | ------- | ------- | ------- | ------- | ------- | ------- | ------- |
| Team Eslöv           | X       | 26 - 13 | 20 - 19 | 30 - 16 | 40 - 22 | 19 - 19 | 29 - 29 | 21 - 20 | 27 - 24 | 17 - 26 | 38 - 13 | 26 - 21 |
| H43/Lundagård        | 18 - 27 | X       | 28 - 41 | 30 - 25 | 29 - 23 | 23 - 32 | 28 - 24 | 24 - 25 | 24 - 23 | 20 - 35 | 28 - 17 | 24 - 24 |
| BK Heid              | 19 - 19 | 26 - 23 | X       | 33 - 21 | 28 - 21 | 16 - 21 | 24 - 24 | 20 - 25 | 27 - 20 | 21 - 22 | 40 - 16 | 29 - 25 |
| HF Kroppskultur      | 18 - 25 | 26 - 21 | 22 - 22 | X       | 27 - 17 | 20 - 26 | 22 - 37 | 31 - 30 | 19 - 27 | 27 - 37 | 38 - 24 | 21 - 19 |
| Kärra HF             | 18 - 35 | 26 - 34 | 23 - 34 | 25 - 24 | X       | 21 - 26 | 22 - 26 | 24 - 44 | 24 - 32 | 19 - 32 | 33 - 26 | 29 - 31 |
| LUGI HF              | 22 - 20 | 27 - 29 | 14 - 23 | 25 - 18 | 33 - 21 | X       | 21 - 19 | 18 - 17 | 24 - 22 | 20 - 28 | 31 - 19 | 25 - 18 |
| Skuru IK             | 24 - 19 | 34 - 27 | 27 - 34 | 33 - 31 | 32 - 28 | 21 - 21 | X       | 26 - 29 | 27 - 30 | 26 - 27 | 46 - 18 | 29 - 36 |
| Skövde HF            | 24 - 20 | 21 - 14 | 18 - 23 | 31 - 17 | 28 - 16 | 24 - 26 | 19 - 20 | X       | 27 - 19 | 21 - 28 | 41 - 13 | 28 - 15 |
| Spårvägens HF        | 23 - 21 | 30 - 20 | 22 - 21 | 24 - 24 | 38 - 23 | 19 - 17 | 23 - 26 | 25 - 24 | X       | 24 - 38 | 35 - 20 | 28 - 25 |
| IK Sävehof           | 32 - 26 | 30 - 23 | 26 - 22 | 36 - 12 | 42 - 18 | 17 - 18 | 36 - 20 | 33 - 22 | 25 - 16 | X       | 39 - 21 | 42 - 20 |
| Tyresö HF            | 17 - 29 | 23 - 35 | 15 - 36 | 16 - 35 | 24 - 29 | 21 - 30 | 18 - 42 | 18 - 45 | 21 - 30 | 23 - 39 | X       | 23 - 33 |
| IVH Västerås         | 24 - 27 | 27 - 26 | 26 - 26 | 31 - 24 | 27 - 31 | 22 - 23 | 32 - 25 | 30 - 27 | 20 - 27 | 18 - 23 | 23 - 17 | X       |

## Slutspelet

### Kvartsfinaler
Kvartsfinalerna spelades i bäst av fem matcher och avgjordes mellan den 19 mars och 3 april
| Datum                                | Match              | Resultat  | Publik |
| ------------------------------------ | ------------------ | --------- | ------ |
| IK Sävehof - IVH Västerås (3-0)      |                    |           |        |
| 20 mars 2011                         | Sävehof - Västerås | 30 - 18   | 475    |
| 23 mars 2011                         | Västerås - Sävehof | 16 - 23   | 312    |
| 27 mars 2011                         | Sävehof - Västerås | 31 - 24   | 335    |
| Lugi HF - Skuru IK (3-0)             |                    |           |        |
| 23 mars 2011                         | Lugi - Skuru       | 25 - 23   | 512    |
| 28 mars 2011                         | Skuru - Lugi       | 18 - 22   | 423    |
| 31 mars 2011                         | Lugi - Skuru       | 27 - 22   | 480    |
| Team Eslövs IK - Spårvägens HF (3-0) |                    |           |        |
| 20 mars 2011                         | Eslöv - Spårvägen  | 23 - 19   | 307    |
| 23 mars 2011                         | Spårvägen - Eslöv  | 22 - 23   | 428    |
| 26 mars 2011                         | Eslöv - Spårvägen  | 23 - 20   | 270    |
| BK Heid - Skövde HF (0-3)            |                    |           |        |
| 19 mars 2011                         | Heid - Skövde      | 36 - 37 * | 608    |
| 23 mars 2011                         | Skövde - Heid      | 22 - 21   | 972    |
| 26 mars 2011                         | Heid - Skövde      | 21 - 23   | 608    |
Not: * = Match 1 mellan Heid och Skövde stod 23-23 efter ordinarie 60 min, 28-28 efter en förlängning (70 min) och 32-32 efter två förlängningar (80 min) varvid det togs till straffar för att avgöra matchen

### Semifinaler
Semifinalerna spelades i bäst av fem matcher och avgjordes mellan den 6 april och 2 maj
| Datum                          | Match            | Resultat | Publik |
| ------------------------------ | ---------------- | -------- | ------ |
| IK Sävehof - Skövde HF (3-0)   |                  |          |        |
| 9 april 2011                   | Sävehof - Skövde | 27 - 26  | 540    |
| 12 april 2011                  | Skövde - Sävehof | 19 - 29  | 1.610  |
| 16 april 2011                  | Sävehof - Skövde | 24 - 17  | 561    |
| Lugi HF - Team Eslövs IK (2-3) |                  |          |        |
| 6 april 2011                   | Lugi - Eslöv     | 25 - 21  | 1.669  |
| 13 april 2011                  | Eslöv - Lugi     | 30 - 23  | 957    |
| 28 april 2011                  | Lugi - Eslöv     | 17 - 15  | 1.430  |
| 30 april 2011                  | Eslöv - Lugi     | 19 - 17  | 778    |
| 2 maj 2011                     | Lugi - Eslöv     | 22 - 23  | 2.012  |

### Final
Finalen spelades i bäst av en match
| Datum                          | Match                       | Resultat | Publik |
| ------------------------------ | --------------------------- | -------- | ------ |
| Final i Scandinavium, Göteborg |                             |          |        |
| 7 maj 2011                     | IK Sävehof - Team Eslövs IK | 25 - 23  | 8.461  |

## Kval till Elitserien 2011/2012
Elitseriekvalet spelades i bäst av tre matcher och avgjordes mellan den 20 mars och 3 april
| Datum                              | Match                  | Resultat | Publik |
| ---------------------------------- | ---------------------- | -------- | ------ |
| H43/Lundagård - IFK Tumba (2-0)    |                        |          |        |
| 20 mars 2011                       | Tumba - H43/Lundagård  | 27 - 34  | 227    |
| 27 mars 2011                       | H43/Lundagård - Tumba  | 31 - 29  | 385    |
| HF Kroppskultur - IF Hellton (2-0) |                        |          |        |
| 20 mars 2011                       | Hellton - Kroppskultur | 30 - 32  | 912    |
| 26 mars 2011                       | Kroppskultur - Hellton | 35 - 22  | 612    |

## Skytteligan
- Nathalie Hagman, Skuru IK - 22 matcher, 186 mål[2]

### Fotnoter
1. ↑  Allsvenska trean Nacka HK tackar nej till Elitseriekvalet[död länk]
2. ↑  ”Skyttedrottningar 1984–2012”. Svenska Handbollsförbundet. 2011 – 2012. Arkiverad från originalet den 21 april 2013. https://web.archive.org/web/20130421230635/http://www.svenskhandboll.se/ImageVaultFiles/id_2945/cf_31/Elit_Damer_Skyttedrottningar.PDF. Läst 29 juni 2014.